# Valeriaanfamilie
De valeriaanfamilie (Valerianaceae) is een familie van tweezaadlobbige planten. Een dergelijke familie is vrij universeel erkend door systemen van plantentaxonomie. In het APG II-systeem (2003) is erkenning van deze familie echter optioneel, en de planten mochten ook ingedeeld worden in de kamperfoeliefamilie (Caprifoliaceae). Dit laatste is de keuze van de 23e druk van de Heukels, zodat deze familie aldaar niet bestaat. In het APG III-systeem is de valeriaanfamilie definitief ondergebracht bij de kamperfoeliefamilie.
Het zijn meestal kruidachtige planten, maar soms ook heesters. De familie komt voornamelijk voor in gematigde streken van het noordelijk halfrond en in de Andes. In Nederland komen zowel het geslacht Valeriaan (Valeriana) als het geslacht Veldsla (Valerianella) voor.